# Oechydrus
Oechydrus este un gen de fluturi din familia Hesperiidae. 

## Specii
Este un gen monotipic și conține o singură specie, Oechydrus chersis (Herrich-Schäffer, 1869)

### Subspecii
- O. c. chersis Bolivia
- O. c. evelinda  (Butler, 1870) Brazilia (Rio de Janeiro)
- O. c. ochrilinea  (Schaus, 1902) Peru
- O. c. rufus  Evans, 1953 Brazilia (Rio de Janeiro)